# 순무의 겨울

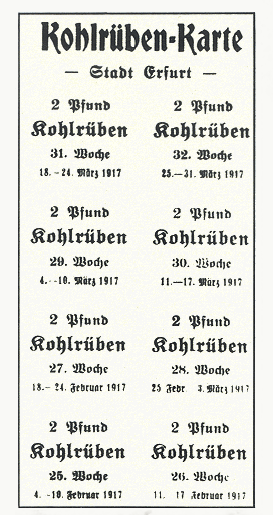
1주일 동안 순무 2파운드를 배급받을 수 있는 에르푸르트 식량 배급 도장

순무의 겨울(Steckrübenwinter)은 제1차 세계 대전 중 독일인들이 굶주림에 시달리던 기간을 일컫는다. 제1차 세계 대전 동안 영국의 해상봉쇄 때문에 독일 군인들과 민간인들은 지속적으로 굶주림에 시달렸는데 흉년까지 겹친 1916년에서 1917년 사이의 겨울 이후로 식량난이 극심해졌고 이 시기에 감자 대신 순무를 주로 먹을 수밖에 없었다.